# Struppen
Struppen település Németországban, azon belül Szászország tartományban. Lakosainak száma 2407 fő (2023. december 31.). Struppen Rathen és Bad Schandau községekkel határos.

## A település részei
- Ebenheit
- Naundorf
- Strand
- Struppen
  - Kleinstruppen
  - Neustruppen
- Struppen-Siedlung
- Thürmsdorf
- Weißig

## Népesség
A település népességének változása:
| Lakosok száma | 2507 | 2500 | 2464 | 2442 | 2407 |
|               | 2017 | 2019 | 2021 | 2022 | 2023 |